# Chaetopleura angulata
Espèce
Chaetopleura angulata est une espèce de mollusques polyplacophores appartenant à la famille des Ischnochitonidae.
- Répartition : Océan Atlantique.
- Longueur : 5 cm

## Source
- Arianna Fulvo et Roberto Nistri (2005). 350 coquillages du monde entier. Delachaux et Niestlé (Paris) : 256 p.  (ISBN 2-603-01374-2)